# Lutrochus laticeps
Lutrochus laticeps är en skalbaggsart som beskrevs av Thomas Casey 1893. Lutrochus laticeps ingår i släktet Lutrochus och familjen Lutrochidae. Inga underarter finns listade i Catalogue of Life.